# Love Affair (musikalbum)
Love Affair är det femte studioalbumet av den svenska singer-songwritern Sophie Zelmani från 2003. Albumet utkom ett år efter förra albumet Sing and Dance. Det toppade även Sing and Dance med en placering högre på den svenska albumlistan – Love Affair nådde plats två. Man gav heller inte ut många singlar från albumet, endast låten Hard to Know släppes som singel året därpå.
Skivomslaget är fotograferat av den nederländska fotografen Anton Corbijn och visar Zelmani sittande på huk i en skogsliknande miljö. Det togs under en av sommarens sista soliga dagar i Stockholm nära hennes hus.

## Låtlista
Alla låtar är skrivna av Sophie Zelmani och arrangerade av producenten Lars Halapi.
1. September Tears – 2:51
2. Maja's Song – 3:45
3. To Know You – 2:43
4. Memories – 3:19
5. Truth – 4:24
6. Keep It to Yourself – 2:44
7. Grand as Loving – 1:57
8. Dream Gets Clear – 3:52
9. Fade – 2:31
10. Hard to Know – 3:54
11. Your Way – 5:09
12. Stay With My Heart – 4:08
13. Lost in Love  – 2:53

## Singlar från albumet
- Hard to Know (2004, CD)

## Listplaceringar
| Lista (2003) | Topplacering |
| ------------ | ------------ |
| Schweiz      | 33           |
| Sverige      | 2            |